# 스파스 파일

스파스 파일: 빈 바이트는 저장할 필요가 없으며 대신 메타데이터로 표시될 수 있다.

스파스 파일(Sparse file)은 컴퓨터 과학에서 파일 자체가 부분적으로 비어 있을 때 파일 시스템 공간을 보다 효율적으로 사용하려고 시도하는 컴퓨터 파일 유형이다. 이는 블록을 구성하는 실제 "빈" 공간 대신 빈 블록을 나타내는 간략한 정보(메타데이터)를 데이터 저장 매체에 기록하여 저장 공간을 덜 소비함으로써 달성된다. 전체 블록 크기는 블록에 "실제"(비어 있지 않은) 데이터가 포함된 경우에만 실제 크기로 미디어에 기록된다.
스파스 파일을 읽을 때 파일 시스템은 빈 블록을 나타내는 메타데이터를 런타임 시 널(null) 바이트로 채워진 "실제" 블록으로 투명하게 변환한다. 애플리케이션은 이 변환을 인식하지 못한다.
대부분의 최신 파일 시스템은 대부분의 유닉스 변형 및 NTFS를 포함하여 스파스 파일을 지원한다. 애플의 HFS+는 스파스 파일에 대한 지원을 제공하지 않지만 OS X에서는 가상 파일 시스템 계층이 HFS+를 포함하여 지원되는 모든 파일 시스템에 해당 파일을 저장할 수 있도록 지원한다. APFS(애플 파일 시스템)는 2016년 6월 WWDC에서 발표되었다. 또한 그들을 지원한다. 스파스 파일은 일반적으로 디스크 이미지, 데이터베이스 스냅샷, 로그파일 및 과학 응용 프로그램에 사용된다.